# 張著
張 著（ちょうちょ、生没年不詳）は、中国後漢末期の人物。劉備配下の将。

## 事績
建安24年（219年）、曹操軍との漢中攻防戦で危機に陥ったが、趙雲によって救助された。

### 三国志演義
羅貫中の小説『三国志演義』では、第71回で登場。漢中攻防戦に際し、諸葛亮によって黄忠の副将に任じられ、曹操軍の輸送部隊を襲撃する黄忠の後詰めとなる。
文聘らの軍勢によって包囲され、危機に陥るが、趙雲の一騎当千の働きによって救助される。